# Ешфорд (Вашингтон)
Ешфорд (англ. Ashford) — переписна місцевість (CDP) в США, в окрузі Пірс штату Вашингтон. Населення — 303 особи (2020).

## Географія
Ешфорд розташований за координатами 46°45′4″ пн. ш. 122°1′13″ зх. д. / 46.75111° пн. ш. 122.02028° зх. д. (46.751096, -122.020297).  За даними Бюро перепису населення США в 2010 році переписна місцевість мала площу 5,35 км², з яких 5,27 км² — суходіл та 0,08 км² — водойми.

## Демографія
Згідно з переписом 2010 року, у переписній місцевості мешкало 217 осіб у 100 домогосподарствах у складі 54 родин. Густота населення становила 41 особа/км².  Було 181 помешкання (34/км²).
Расовий склад населення:
| - 90,3 % — білих - 6,0 % — азіатів - 0,9 % — корінних американців |

До двох чи більше рас належало 2,3 %. Частка іспаномовних становила 0,9 % від усіх жителів.
За віковим діапазоном населення розподілялося таким чином: 20,3 % — особи молодші 18 років, 60,8 % — особи у віці 18—64 років, 18,9 % — особи у віці 65 років та старші. Медіана віку мешканця становила 47,9 року. На 100 осіб жіночої статі у переписній місцевості припадало 112,7 чоловіків;  на 100 жінок у віці від 18 років та старших — 119,0 чоловіків також старших 18 років.
Цивільне працевлаштоване населення становило 226 осіб. Основні галузі зайнятості: мистецтво, розваги та відпочинок — 41,6 %, публічна адміністрація — 28,8 %, фінанси, страхування та нерухомість — 15,5 %, транспорт — 14,2 %.